# Gian Carlo Capicchioni
Gian Carlo Capicchioni (Borgo Maggiore, 19 febbraio 1956) è un politico sammarinese, membro del Consiglio Grande e Generale.
Ha ricoperto il ruolo di Capitano Reggente dal 1º ottobre 2013 al 1º aprile 2014 insieme a Anna Maria Muccioli.

## Biografia
Diplomato in ragioneria, tuttora è impiegato all'Ufficio tributario della Segreteria di Stato per le Finanze e il Bilancio, ha ricoperto la carica di Capitano di Castello di Serravalle dal 2003 al 2006.
Nel 2005 si è iscritto al Partito dei Socialisti e dei Democratici e nel 2006 è stato eletto per la prima volta al Consiglio Grande e Generale. 
Il 1º ottobre 2013 è diventato Capitano Reggente assieme a Anna Maria Muccioli per un periodo di sei mesi, fino al 1º aprile 2014.